# Haakon Eriksson
Haakon Eriksson (ca. 997 – Pentland Firth, voor 29 juli 1030) was jarl van Lade (genoemd een landgoed op de plaats van het huidige Trondheim), wat de streken Hålogaland en Trøndelag omvatte. Hij was ook koning van Noorwegen als vazal van Knoet de Grote.
Haakon was een zoon van Erik Haakonsson en Gytha, een (vermoedelijk buitenechtelijke) dochter van Sven Gaffelbaard. Erik regeerde als koning van Noorwegen, samen met zijn broer Sven Håkonsson, als vazal van Sven Gaffelbaard. Omstreeks 1014 nam Erik deel aan een expeditie van Knoet tegen Engeland. Daar werd hij benoemd tot earl van Northumbria en hij bleef in Engeland om die functie uit te oefenen. Haakon volgde zijn vader op als koning van Noorwegen, naast zijn oom Sven.
Olaf II van Noorwegen viel in 1015 Noorwegen binnen, en riep zichzelf uit tot koning. In 1016 versloeg Olaf Sven Håkonsson in een zeeslag in het Oslofjord. Sven vluchtte naar Denemarken. Haakon vluchtte naar Engeland en werd door Knoet daar benoemd tot earl van Worcester (Verenigd Koninkrijk). Van 1016 tot 1030 bestuurde Haakon het koninkrijk Man. Olaf sloot een bondgenootschap met Zweden, maar werd verslagen door de Deens-Engelse vloot van Knoet in de zeeslag in de monding van de Helge (bij Kristianstad (stad)). Vanaf 1028 regeerde Haakon ook weer als koning van Noorwegen, onder Knut. Haakon overleed vermoedelijk in het voorjaar van 1030 tijdens een schipbreuk in de Pentland Firth (tussen de Orkneyeilanden en het Schotse vasteland).
Haakon was getrouwd met Gunhild (ca. 995 – na 1045), dochter van de Slavische prins Burislav en Tyre, dochter van Harald I van Denemarken. Ze kregen een dochter: Bodil, grootmoeder van Bodil, koningin van Erik I van Denemarken.
Gunhild hertrouwde met Harald Thorkilson, eerst een gijzelaar aan het hof van Knoet, daarna regent van Knoet in Denemarken. Harald werd gedood door Ordulf van Saksen (1043). Gunhild vluchtte met haar twee zoons naar Engeland maar werd daar in 1045 verbannen. Ze verbleef een lange tijd in Brugge voordat ze uiteindelijk naar Denemarken terugkeerde.
- International Standard Name Identifier: 0000 0000 2807 0351
- Library of Congress Control Number: n85108932
- Nederlandse Thesaurus van Auteursnamen: 069894744
- Virtual International Authority File: 8816201
- WorldCat: E39PBJqVTDkfDWxV9jqT84kYyd